# پرچم انتاریو
پرچم انتاریو توسط لایه پرچم در قوانین استان انتاریو در ۲۱ مه ۱۹۶۵ قانونی شد.

نشان فرماندار کل انتاریو
نشان قبلی فرماندار کل انتاریو
پرچم فرانسوی انتاریوهایی ها